# Albert Mayaud
Albert Paul Mayaud, född 31 mars 1899 i Paris, död 14 augusti 1987 i Paris, var en fransk vattenpolospelare och frisimmare. Mayaud ingick i Frankrikes herrlandslag i vattenpolo vid olympiska sommarspelen 1920 och 1924. I Antwerpen deltog han dessutom i herrarnas 4 x 200 meter lagkapp i frisim. Frankrike tog OS-guld i herrarnas vattenpolo på hemmaplan i Paris.